# 台湾鉄路管理局TEMU1000型電車

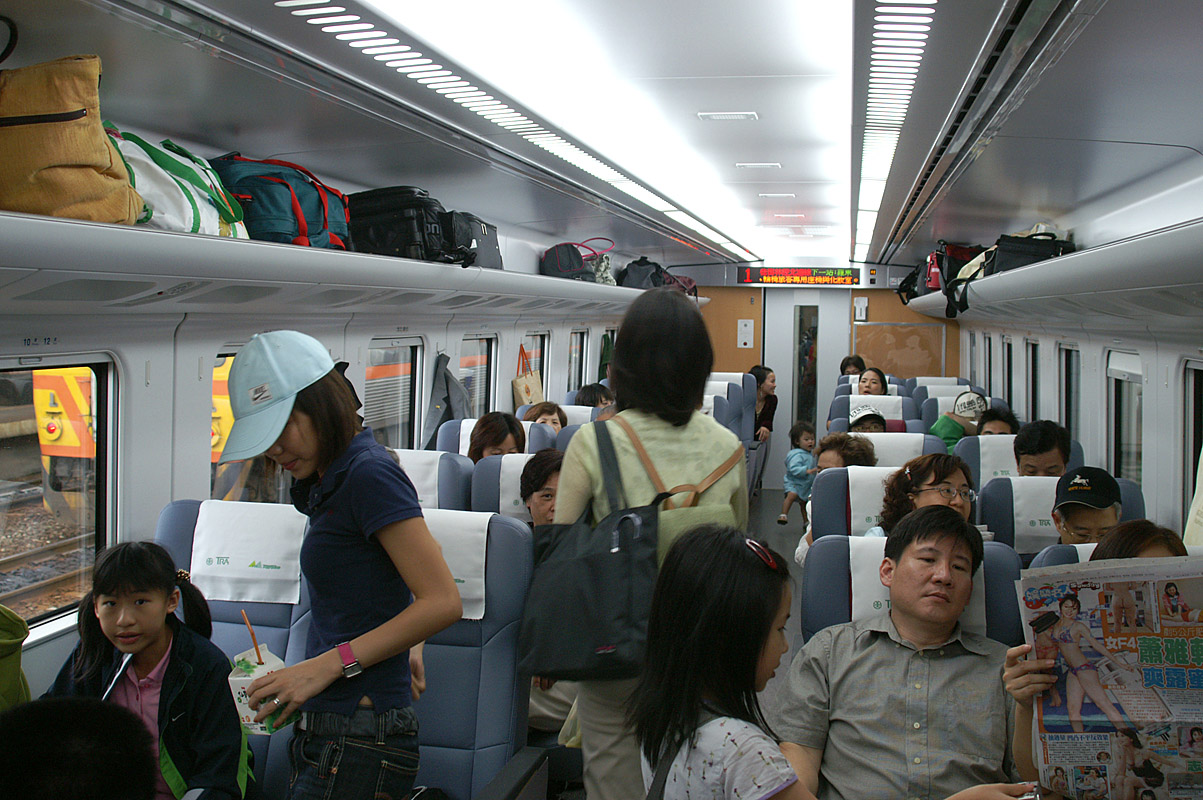
TEMU1000型車内

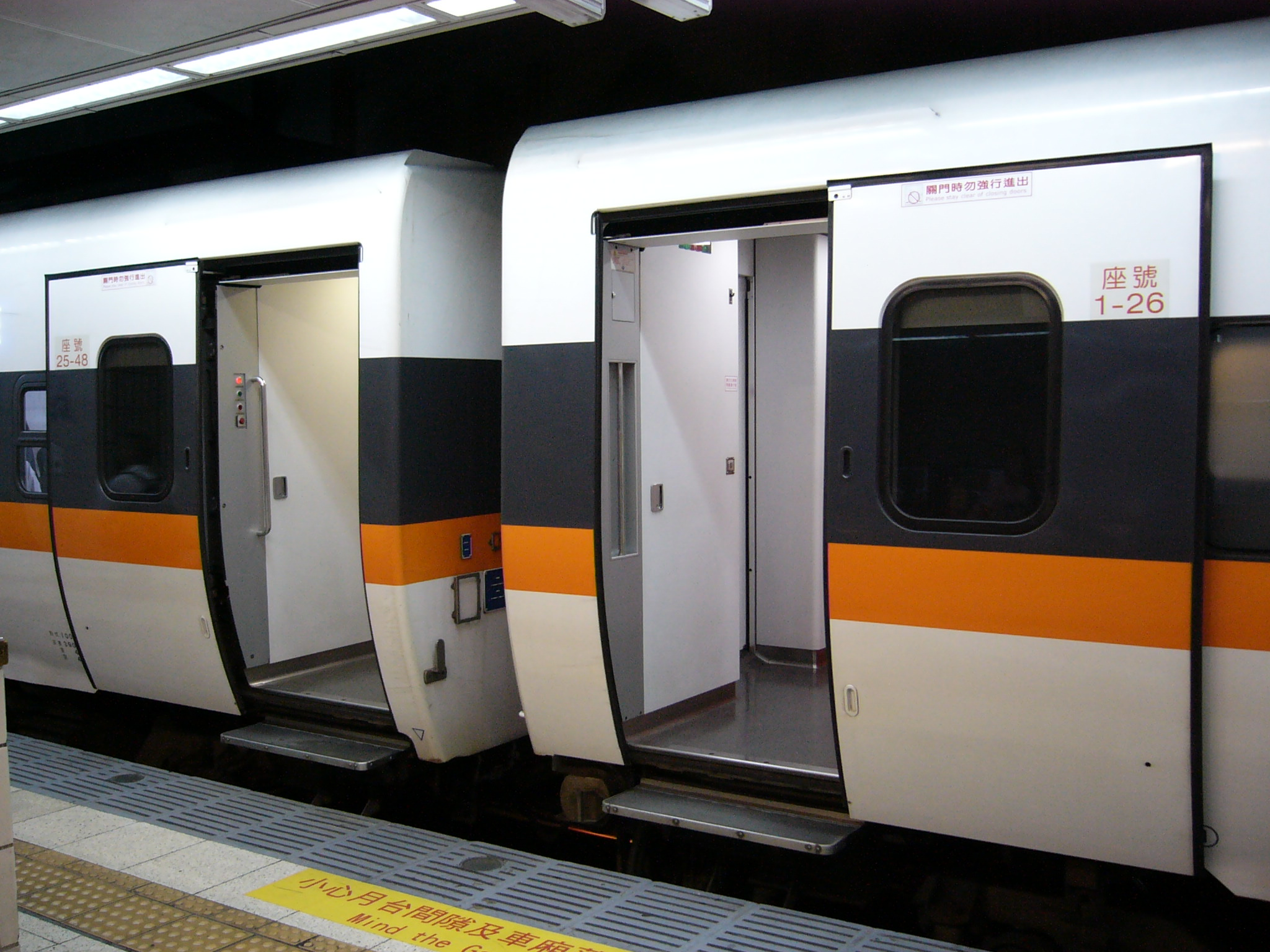
出入口（無段化改造前）

TEMU1000型電車（ティーイーエムユー1000がたでんしゃ）は、台湾鉄路管理局（現台湾鉄路公司）の中長距離用振り子式交流電車。設計はJR九州885系電車の準同型。2007年（民国96年）5月8日より「太魯閣号」の愛称で縦貫線、宜蘭線、北廻線、台東線、南廻線（樹林-知本）間で運行されている。

## 概要
新北市と宜蘭県を結ぶ北宜高速公路雪山トンネルの開通により、新北市と宜蘭県との高速道路を使った自動車の移動時間は大幅に短縮された。これに対し、既設の台鉄宜蘭線は高速道路よりも大きく迂回しており曲線区間も多いため、在来型の車両の運行速度では高速道路との旅客獲得競争において不利な状況に追い込まれる懸念があった。このため台鉄は北宜直線鉄道を計画し所要時間の大幅短縮を狙ったが、2006年に環境アセスメントをクリアできず、計画は頓挫してしまった。そこで北宜直線鉄路が環境アセスメントをクリアし開通するまでの間、先行して曲線区間を高速で通過できる振り子式列車を導入し、宜蘭線区間の運行時間を大幅短縮することにした。（日立のA-train採用）
台鉄が以前導入した韓国のロテムが生産したE1000型プッシュプル式電車は故障発生率が高く、また状況の改善にロテム側が非協力的である点が問題であった。このため、今回は韓国メーカーの入札資格を停止したので、最終的には日立製作所が設計・製作したJR九州885系電車を原型としたTEMU1000型電車の導入となり、穏便な車両調達が可能となった。
この車両は、885系電車と同様に設計最高速度は150km/h、営業最高速度は130km/hとなっている。振り子式車両で最大傾斜角は5度となっており、曲線区間を本則+25km/h（一般の列車よりも25km/h高速）で通過することが可能である。これにより所要時間を大幅に短縮し、高速バスとの競争力強化という要求に応えている。
西部幹線での試運転時に台北 - 高雄間を3時間15分で走破し、それまでEMU300型が保有していた同区間の最速記録3時間47分を大幅に塗り替えたが、保有車両数に限りがあること、東部幹線の速達化を重視していた交通部の判断で営業運転での投入は見送られた。
2019年11月より出入口の段差を無くす工事に着手した。

## 編成
|              | TEMU1000← （逆行）樹林、台北、七堵宜蘭、花蓮、台東、知本（順行） → |              |             |              |              |             |              |              |
| 号車         | 1                                                                  | 2            | 3           | 4            | 5            | 6           | 7            | 8            |
| パンタグラフ |                                                                    |              | ＜          |              |              | ＞          |              |              |
| 形式         | TED1000 (Tc)                                                       | TEM1000 (M1) | TEP1000 (T) | TEM1000 (M2) | TEM1000 (M1) | TEP1000 (T) | TEM1000 (M2) | TED1000 (Tc) |
| その他設備   | 乗,                                                                | [和]WC       | [洋]WC      | [和]WC       | [和]WC       | [洋]WC      | [和]WC       | 乗,          |
| 搭載機器     |                                                                    | VVVF,Rc      | Mtr,VCB     | VVVF,Rc,SIV  | VVVF,Rc,SIV  | Mtr,VCB     | VVVF,Rc      |              |
| 定員         | 36人                                                               | 52人         | 48人        | 52人         | 52人         | 48人        | 52人         | 36人         |

凡例
- VVVF：主制御器（VVVFインバータ装置）
- Rc：コンバータ装置
- Mtr：主変圧器
- VCB：真空遮断器
- SIV：静止形インバータ
- 乗：列車長及び乗務員室
- [和]WC：和式便所、[洋]WC：洋式便所
- ：バリアフリー施設（座席及び便所）

### 編成一覧
| 列車編成 | 列車編成 | ← 樹林、台北、七堵宜蘭、花蓮、台東、知本 → | ← 樹林、台北、七堵宜蘭、花蓮、台東、知本 → | ← 樹林、台北、七堵宜蘭、花蓮、台東、知本 → | ← 樹林、台北、七堵宜蘭、花蓮、台東、知本 → | ← 樹林、台北、七堵宜蘭、花蓮、台東、知本 → | ← 樹林、台北、七堵宜蘭、花蓮、台東、知本 → | ← 樹林、台北、七堵宜蘭、花蓮、台東、知本 → | ← 樹林、台北、七堵宜蘭、花蓮、台東、知本 → | ← 樹林、台北、七堵宜蘭、花蓮、台東、知本 → | ← 樹林、台北、七堵宜蘭、花蓮、台東、知本 → |
| 列車編成 | 列車編成 | TED1000                                    | TEM1000                                    | TEP1000                                    | TEM1000                                    | TEM1000                                    | TEP1000                                    | TEM1000                                    | TED1000                                    |                                            |                                            |
| 第1次    | 1        | 1001                                       | 1001                                       | 1001                                       | 1002                                       | 1004                                       | 1002                                       | 1003                                       | 1002                                       |                                            |                                            |
| 第1次    | 2        | 1003                                       | 1005                                       | 1003                                       | 1006                                       | 1008                                       | 1004                                       | 1007                                       | 1004                                       |                                            |                                            |
| 第1次    | 3        | 1005                                       | 1009                                       | 1005                                       | 1010                                       | 1012                                       | 1006                                       | 1011                                       | 1006                                       |                                            |                                            |
| 第2次    | 4        | 1007                                       | 1013                                       | 1007                                       | 1014                                       | 1016                                       | 1008                                       | 1015                                       | 1008                                       |                                            |                                            |
| 第2次    | 5        | 1009                                       | 1017                                       | 1009                                       | 1018                                       | 1020                                       | 1010                                       | 1019                                       | 1010                                       |                                            |                                            |
| 第2次    | 6        | 1011                                       | 1021                                       | 1011                                       | 1022                                       | 1024                                       | 1012                                       | 1023                                       | 1012                                       |                                            |                                            |
| 第3次    | 7        | 1013                                       | 1025                                       | 1013                                       | 1026                                       | 1028                                       | 1014                                       | 1027                                       | 1014                                       |                                            |                                            |
| 第3次    | 8        | 1015                                       | 1029                                       | 1015                                       | 1030                                       | 1032                                       | 1016                                       | 1031                                       | 1016                                       |                                            |                                            |

## 歴史
- 2006年（民国95年）
  - 12月17日 - 1次車が台湾に到着。

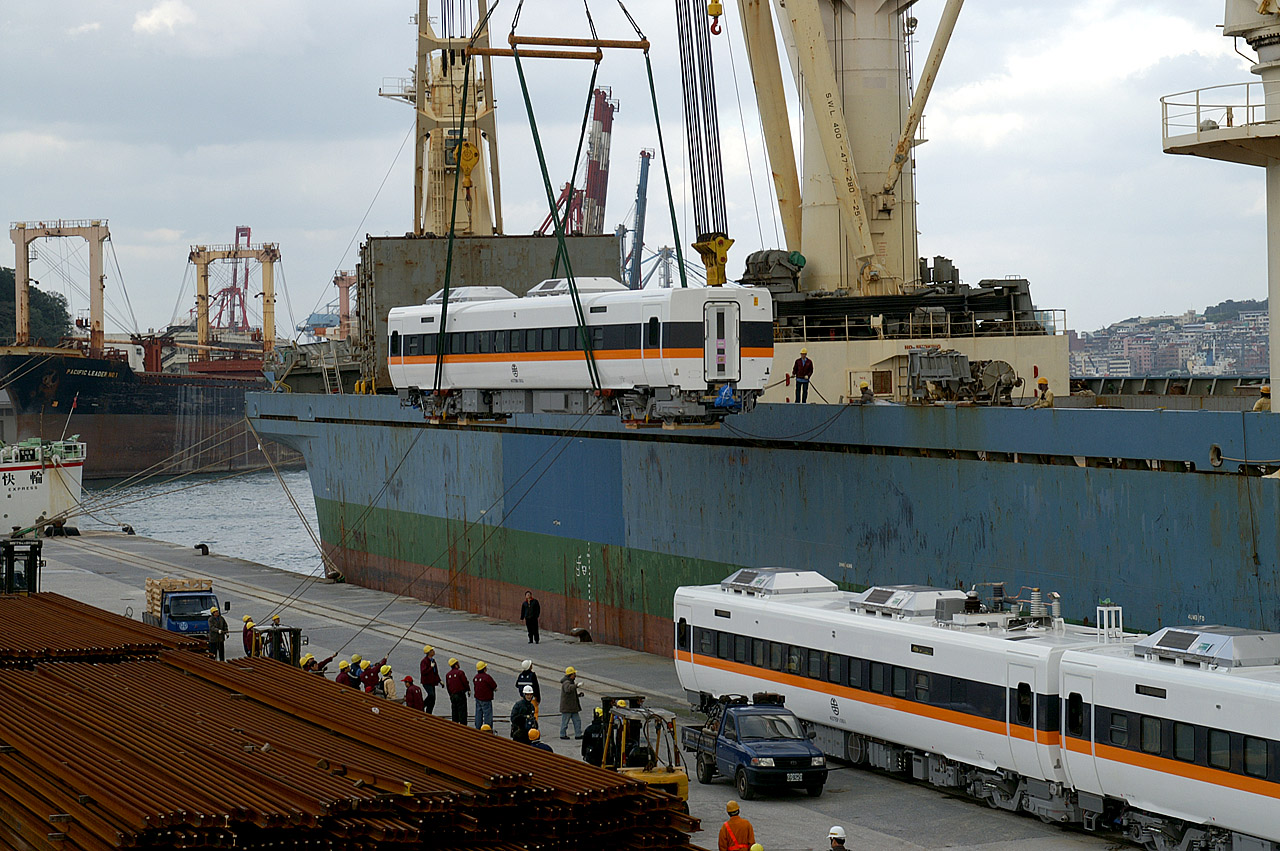
基隆港に陸揚げされる車両（2006年12月17日）

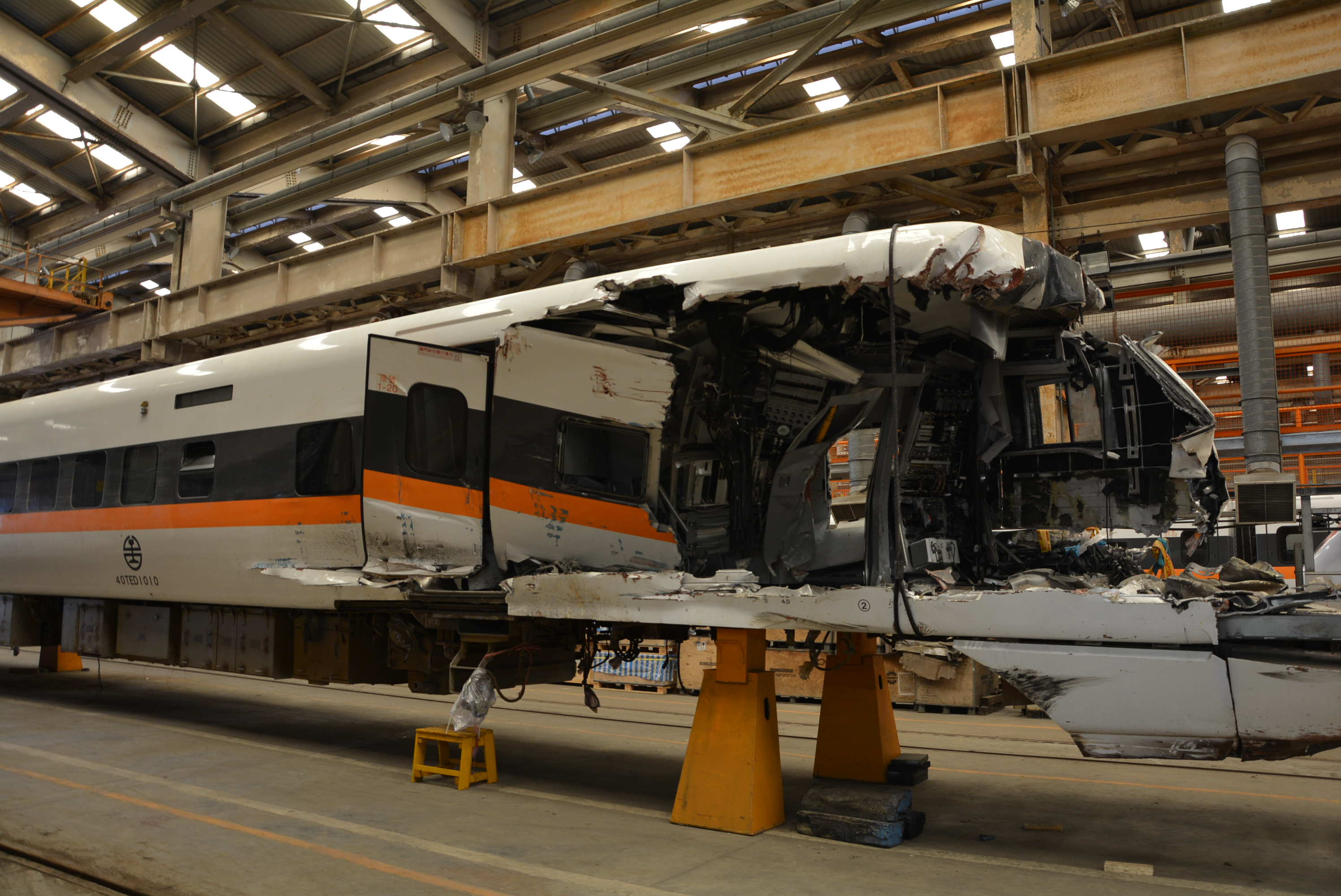
埔心駅南の幸福水泥踏切事故で廃車されたTED1010

  - 12月31日 - 第一回試運転が樹林 - 花蓮間で行われる。
- 2007年（民国96年）
  - 1月23日 - 台鉄主催の引渡し式典が花蓮駅で挙行され、初めて報道関係に公開される。
  - 3月20日 - 台湾鉄路管理局の招待でメディア向けに試乗会が行われ、台北 - 花蓮間を1時間55分で走破する。
  - 5月8日 - 正式に営業運転開始し、東部幹線にて「太魯閣号」として運行。
  - 12月8日 - 2次車が基隆港に到着。
- 2008年（民国97年）3月1日 - 団体列車等での貸切が可能となり、企業や団体の旅行などで用いられるようになる（いわゆる「太魯閣団臨」）。
- 2012年（民国101年）1月17日 - 埔心駅南の幸福水泥踏切事故のため、TEMU1000型初廃車。
- 2014年（民国103年）7月 - 台東線・南廻線（台東－知本間）電化により知本駅まで運転開始。
- 2014年8月 - 埔心駅南の幸福水泥踏切事故で廃車となったTED1010号車の代替車が完成し、台中港へ陸揚げされる。[3]
- 2014年12月28日 - 台湾政府交通部により当形式及びTEMU2000型各2編成の追加発注と2015年末の投入が決定された。[4]
- 2015年（民国104年）3月25日 - 上記TED1010型を含む事故編成が営業運転に復帰。
- 2016年（民国105年）
  - 1月12日 - 3次車第1編成（TEMU1013+1014）が台中港で陸揚げされ、甲種回送される。[5]
  - 2月25日 - 3次車第2編成（TEMU1015+1016）が台中港で陸揚げされ、甲種回送される。[6]
  - 4月21日 - ダイヤ改正で3次車を営業運転に正式投入
- 2021年（民国110年）4月2日 -北廻線を走行中の3次車第1編成（TEMU1013+1014）が花蓮県秀林郷の清水トンネル手前で侵入した工事用トラックと激突し脱線（北廻線太魯閣号脱線事故）。

## 後継車両
残りの48両については、引き続き入札公示が繰り返されていたが、台湾ドルの通貨安などの影響で応札者が現れない状況が続いていた。
しかし、東部幹線台東駅までの複線電化事業が決定したため、台湾政府交通部では振り子式気動車を導入予定だった分も合わせて136両を新たに発注し直すこととし、日立製作所・丸紅連合と日本車輌製造・住友商事連合が応札した。
その結果、2010年12月31日、後者の連合が受注することとなり、2012年（民国101年）までに、最高速度や車体傾斜機構などの性能を本形式と同等以上とする、TEMU2000型が導入される運びとなった。
その後2014年12月28日、政府交通部は当形式2編成16両を同数のTEMU2000型と同時に追加発注することを決定した

## その他
- 基隆駅などで台鉄職員の手造りによる当形式を模した移動型弁当販売カートが稼働しており、利用客から好評を得ている[10][11]	。
- 2016年の増備車の先頭車には年号と干支の猿をあしらったロゴが付されている[12]。

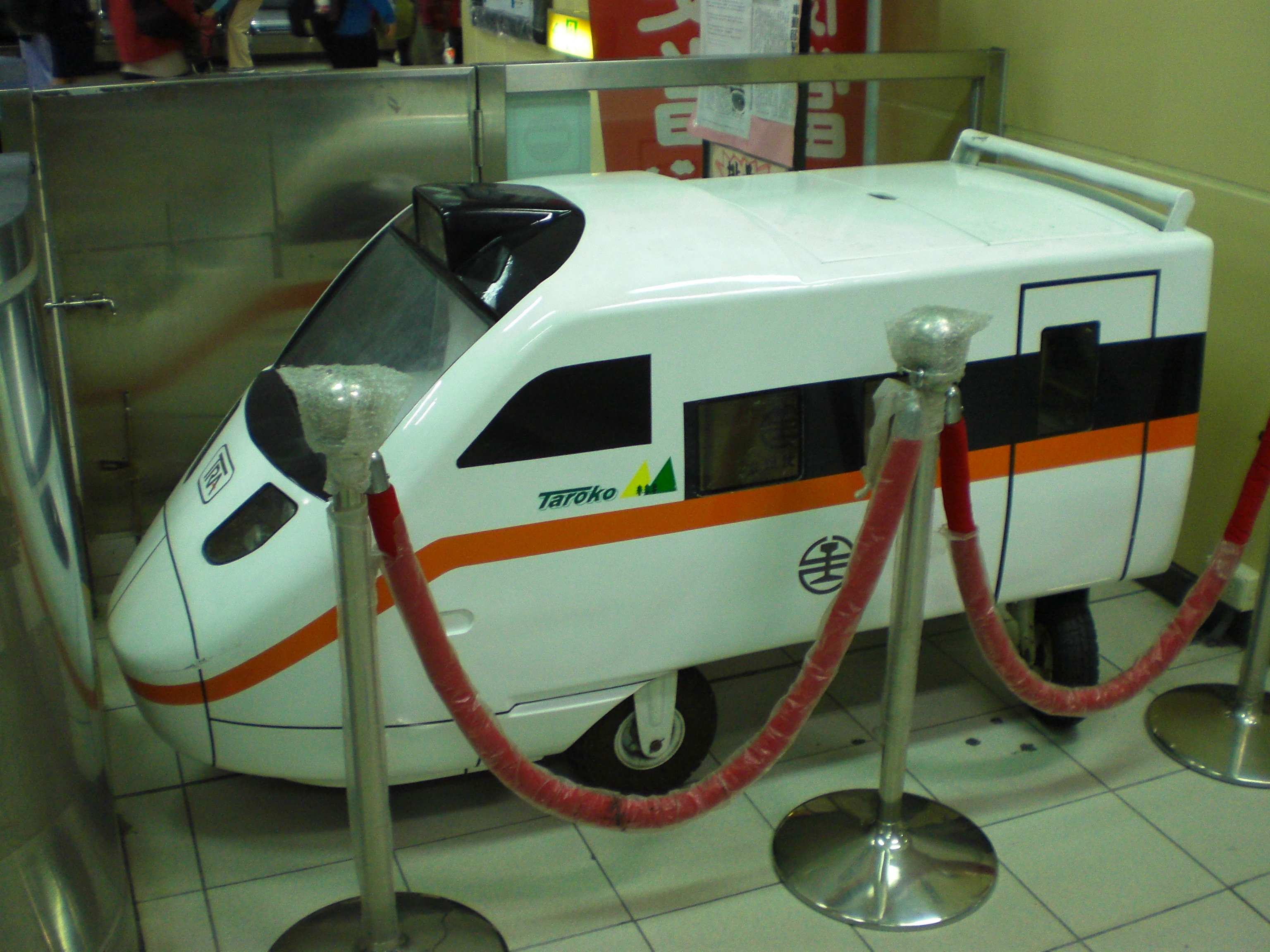
汐止駅にある弁当販売カート

### 特別仕様車
2016年3月21日よりエバー航空・台湾サンリオとのコラボレーションで3次車第1編成（TEMU1013+1014）がハローキティのラッピング仕様車となり特別列車として運行を開始したが、ヘッドレストカバーが盗難に遭う事案が多発した。その後カバーを低価格のものに交換し、4月21日の改正以降にこの編成を含めた3次車が定期列車として運行されることとなった。
2019年2月1日でラッピング仕様を終了する予定だったが、一旦8月1日まで契約を半年延長、その後運行終了を7月1日に前倒してラッピングを定期クルージング列車である環島之星に引き継いだ。

### 関連商品
- 弁当箱やNゲージ鉄道模型車両（鉄支路模型製）などが販売されている[16]。